# Area metropolitana di Provo-Orem

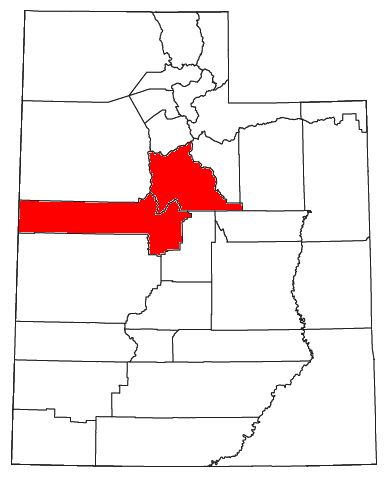
Localizzazione dell'area metropolitana

L'area metropolitana di Provo-Orem è un'area metropolitana degli Stati Uniti d'America che comprende le città di Provo nello  e di Orem stato dello Utah e diverse aree limitrofe.
L'area metropolitana di Provo-Orem ha una popolazione di 526.810. È la seconda area metropolitana dello Utah e la settantaduesima degli Stati Uniti. L'area metropolitana, come definito dall'Ufficio per la gestione e il bilancio, si compone di due contee, tutte nello Utah. Molte sono le città con una popolazione superiore ai 10 000 abitanti, ma la maggior parte delle comunità delle contee sono piccole aree urbane e diverse zone rurali.

## Contee
- Contea di Juab
- Contea di Utah

## Città principali
- Provo (112 488 abitanti)
- Orem (88 328 abitanti)
- Lehi (47 407 abitanti)
- Draper (42 274 abitanti)
- Spanish Fork (34 691 abitanti)
- Pleasant Grove (33 509 abitanti)
- Springville (30 621 abitanti)
- American Fork (27 147 abitanti)

## Demografia
Al censimento del 2010, risultarono 526 810 abitanti, 143 695 nuclei familiari e 116 844 famiglie residenti nell'area metropolitana. La composizione etnica dell'area è 89.51% bianchi, 0.52% neri o afroamericani, 0.67% nativi americani, 1.34% asiatici, 0.79% isolani del Pacifico, 4.61% di altre razze e 10.71% ispanici e latino-americani. Per ogni 100 donne ci sono 97,3 maschi. Per ogni 100 donne sopra i 18 anni, ci sono 96,2 maschi.
Il reddito medio di un nucleo familiare è di 41986 $ mentre per le famiglie è di 46424 $. Gli uomini hanno un reddito medio di 35750 $ contro 22025 $ delle donne. Il reddito pro capite dell'area è di 14174 $.
Tra tutte le aree metropolitane degli Stati Uniti, nell'area metropolitana di Provo-Orem si è registrato il maggior numero di fedeli praticanti, pari al 77% della popolazione.
| Area metropolitana di Provo-Orem Popolazione |         |
| 1990                                         | 297 420 |
| 2000                                         | 376 774 |
| 2010                                         | 526 810 |